# 澳門藝術節
澳門藝術節（葡萄牙語：Festival de Artes de Macau；簡稱藝術節，FAM）是澳門每年一年一度的藝術盛事，由澳門文化局主辦。

## 宗旨
由文化局主辦的藝術節以“結伴藝術，品味生活”為口號，積極發揮藝術活動的親和力，鼓勵更多的澳門居民參與藝術活動和文化生活。
“推動本地藝術發展，傳播世界優秀作品，弘揚中華民族文化”是澳門藝術節秉持的基本宗旨。澳門藝術節引進中華民族的傳統劇目，讓中華藝術得以在澳門的舞台上走向世界，大放異彩；與此同時，藝術節積極推廣本地的藝術創作，每年籌辦的大型展覽和眾多演出，為本地藝術團體提供展演平台，創造機會。
為使藝術更深入地走進生活，澳門藝術節還舉辦各式各樣的工作坊或講座等周邊活動，介紹藝術資訊動態、傳授藝術技巧，並開放部分表演節目的排練活動，讓觀眾進入排演現場，拉近距離，親身感受藝術創作的氣氛，更貼近地 “結伴藝術”。

## 歷史
- 第一屆澳門藝術節於1988年開始。澳門政權交接之前由澳門文化司署及澳門市政廳主辦，回歸接後則由澳門文化局以及市政機構（2000年是臨時澳門市政局，2002年由澳門民政總署）共同主辦。現由澳門文化局主辦。
- 由澳門文化學會贊助之首届澳門藝術節於1988年3月19日至4月2日正式誕生，在學會全力支持贊助下，本澳38個民間團體共同籌劃主辦，目的體現在三個方面：「（一）通過藝術節加强文化學會與民間藝術團體的合作，有利於整個地區文化藝術的開拓和發展；（二）增進本澳文藝團體之間的認識和交流；（三）透過藝術節活動，讓市民有一個全面檢閱本澳文化現况和水平的機會，從而更有興趣地投入和參與。」藝術節籌委會主席蘇安廉表示，衷心及永遠支持澳門藝術節，由於政府首次全面地大力支持藝術節經費，讓本澳38個民間團體得以實現主辦藝術節的理想。蘇安廉對所有團體共同參與的熱情和努力表示感謝，更希望來年爭取繼續舉辦第二屆藝術節[1][2]。
- 第二屆澳門藝術節原定在1990年年終復辦，去年文化學會因為進行改組的關係，無暇再舉行第二屆藝術節，到了今年，文化學會改組成為文化司署，同時還獲得創紀錄的六千餘萬元之經費[3]。停辦了兩年的澳門藝術節，澳門文化司署會於1991年2月21日至3月9日舉辦『澳門新春藝術節一九九一』，參加第二屆藝術節的團體共四十一個，邀請了來自北京、上海、珠海與及本澳的四百多位專業及業餘藝術界人士，在7個場地提供21項表演和展覽，是歷年來最大型的規模最廣泛的長達15天的文化藝術活動。每日舉辦一至三項文化藝術表演及展覽活動，包括有默劇、話劇、粤劇折子戲、結他演奏會、民歌及流行曲晚會、澳門交响樂團演奏會，舞蹈晚會、澳門中樂團演奏會、琵琶獨奏音樂會、粤曲演唱會、元宵綜藝晚會等。藝術展覽則有中國書畫展、攝影展、現代畫及西畫展等。澳門文化司署主辦此次「新春藝術節」，不僅為豐富本澳居民新春節目，而且着意提供高水平的藝術欣賞，以利於澳門演藝的提高[4][5]。
- 第六屆澳門藝術節首次由澳門文化司署與澳門市政廳合辦，於3月4日至27日舉行，屆時有19項音樂、舞蹈、話劇、粵劇等表演和展覽，為期24天。首次由兩主辦單位合辦的藝術節在3月4日晚上7時假旅遊活動中心舉行開幕禮，隨後由本澳文化團體和外邀團體共同合作19項表演和展覽。今屆邀請內地的山西絳州鼓樂藝術團、上海少年兒童廣播合唱團；香港著名二胡演奏家黃安源；加拿大蒙特利爾爵士芭蕾舞蹈團以及葡國手風琴四重奏團和里斯本高等舞蹈學院現代舞蹈團等為嘉賓演出[6]。
- 由澳門文化司主辦、市政廳協辦的第七屆澳門藝術節，於3月9日起直至31日在本澳舉行。來自本澳，葡國、莫桑比克、捷克等十多個藝術團體參加表演各種歌舞、話劇和音樂演奏等節目，而中國南京博物館亦將首次來澳作文物展覽。另外，在澳門旅遊活動中心於3月28日舉辦的為期一個月的南京博物館館藏文物展，向本澳市民展出遠自新石器時代直至淸代的約八十多個種類的珍貴文物。其中包括新石器時代的七孔石刀、垂障紋彩陶盆，周代的雙耳盤，春秋的編鐘，東漢的玉琢、銀鏤玉衣，西晉的靑瓷魂瓶，明代的靑花雲龍編瓶以及淸代乾隆御題的詩壁瓶等。當中最珍貴者要數價値五百萬元人民幣的西漢金魯及明洪武秞里紅大盤[7]。
- 文化司署文化活動廳廳長王增揚表示，1997年「第八屆澳門藝術節」活動日期較往年縮短是希望藝術節辦得更精煉、緊凑、重質不重量，而活動經費約為六百萬元。第八屆藝術節安排在2月22日至3月9日一連十六天擧行，比往年的23日縮短了三分一，文化司署文化活動廳廳長王增揚回應，藝術節活動日期的縮短，是希望節目的安排更為精煉，緊凑，而且在於重質不重量，雖然縮短日期，但節目的質量水平却有所保證[8]。
- 由澳門文化司署及澳門市政廳主辦之「第十屆澳門藝術節」於5月8日至5月23日舉行，十六天內為市民送上22個音樂、舞蹈、戲劇及各種展覽項目。本屆藝術節設有流動售票車，這部車將由4月12日開始至5月8日期間，穿梭於本澳的大街小巷，為市民提供售賣本屆藝術節各場門券服務以及接受有關諮詢。除演出及展覽外，藝術節亦有不少週邊活動。在「藝術節知多少」有獎問答遊戲中，只要答中這十條有關過去九屆及本屆藝術節的問答，就有機會獲得來回台灣機票及當地藝術表演入場券。此外，本著「承先啟後，繼往開來」的精神，亦舉辦一個名「迎千禧，徵灼見」的短文比賽，只要以一百至二百文字，表達自己對過去十屆澳門藝術節的意見，就有機會獲贈「2000年澳門藝術節免費任睇入場證」。以上兩項比賽之表格可在各售票地點及表演場地索取[9]。
- 第十三屆澳門藝術節由文化局主辦，民政總署協辦，為期17天。是次藝術節宗旨為弘揚中華民族文化、傳播世界優秀作品、推動本地藝術發展，推出了16場來自內地、外國及本地演藝節目和三項大型展覽，包括舞劇、音樂劇、木偶劇、音樂、雜技、粵曲、錄像、電影等不同類型節目，帶來多元化節目[10]。
- 由文化局主辦，民署、旅遊局協辦的第十五屆澳門藝術節，主題為凝聚文化，魅力飛揚；親親藝術，熱愛生活，營造全城歡樂氣氛，為本地居民及遊客帶來更多豐富的藝術節目。今屆藝術節依循中西文化節目並存﹐傳統與創新製作兼備﹐雅俗共賞，配合藝術節弘揚中華民族文化、傳播世界優秀作品、推動本地藝術發展的宗旨[11]。
- 由文化局主辦的第十六屆澳門藝術節將於3月7日至4月2日舉行，藝術節表演類型豐富多元，涵蓋音樂、舞蹈、戲劇、錄像展映等共十八項不同節目。表演團體來自美國、加拿大、巴西、葡萄牙、印度、韓國等多個國家地區。農曆新春在即，為與廣大藝術愛好者分享新禧愉悅、散播藝術節歡樂氣氛，農曆新年前每購買兩張門票，可獲贈精美利市封一包[12]。
- 2020年，受2019冠狀病毒病澳門疫情影響，該屆澳門藝術節所有活動取消。
- 2023年的活動於4月28日起至5月23日登場，以「藝行致遠」為主題，呈獻20套精選節目，涵蓋戲劇、戲曲、舞路、音樂及視覺藝術等，廣邀觀眾與藝術同行。總預算約2,200萬（澳門幣），20套精選節目涵蓋戲劇、戲曲、舞蹈、音樂及視覺藝術等：連同22項共46場次的延伸活動，內容包括藝人談、後台探素、演前導賞、講座、工作坊、屐覽及國際舞合映像等[13]。

## 曾演出的場地
| - 澳門旅遊活動中心 - 永樂戲院 - 議事亭前地 - 崗頂劇院 - 澳門大學禮堂 - 祐漢公園 - 澳門大會堂 - 澳門綜藝館 - 何賢公園 | - 亞婆井前地 - 澳門文化中心 - 澳門演藝學院 - 盧廉若公園 - 玫瑰堂 - 板樟堂前地 - 澳門藝術博物館 - 大三巴牌坊 |

## 歷年活動時間
每一屆的藝術節均會有大概一個月的時間作為表演期，而每一屆的時期都會不同，在澳門政權交接之前，通常會在3月舉行，但澳門政權交接後，每屆的藝術節都會在3月至5月舉辦。
| 屆數       | 舉辦日期               | 主題                                   | 備注                                                                                   |
| ---------- | ---------------------- | -------------------------------------- | -------------------------------------------------------------------------------------- |
| 第一屆     | 1988年3月19日至4月2日  |                                        |                                                                                        |
| 第二屆     | 1991年2月21日至3月9日  |                                        | 改為新春藝術節                                                                         |
| 第三屆     | 1992年2月20日至3月16日 |                                        | 改為新春藝術節                                                                         |
| 第四屆     | 1993年2月25日至3月22日 |                                        |                                                                                        |
| 第五屆     | 1994年3月3日至20日     |                                        |                                                                                        |
| 第六屆     | 1995年3月4日至27日     |                                        |                                                                                        |
| 第七屆     | 1996年3月9日至31日     |                                        | 南京博物館首次來澳作文物展覽                                                           |
| 第八屆     | 1997年2月22日至3月9日  |                                        | 活動比往年縮短了三分一                                                                 |
| 第九屆     | 1998年2月21日至3月8日  |                                        | 藝術節開幕典禮同時並擧行「藝術作品薈萃」展覽的開幕式                                   |
| 第十屆     | 1999年5月8日至23日     |                                        |                                                                                        |
| 第十一屆   | 2000年3月11日至26日    | 煥發世紀精神，展現時代藝術             |                                                                                        |
| 第十二屆   | 2001年3月10日至25日    |                                        |                                                                                        |
| 第十三屆   | 2002年3月8日至24日     | 親親藝術，熱愛生活                     |                                                                                        |
| 第十四屆   | 2003年3月1日至28日     | 燃點創意，匯聚歡樂；親親生活，熱愛生活 |                                                                                        |
| 第十五屆   | 2004年3月6日至28日     | 凝聚文化，魅力飛揚；親親藝術，熱愛生活 |                                                                                        |
| 第十六屆   | 2005年3月7日至4月2日   | 藝術創造生活                           |                                                                                        |
| 第十七屆   | 2006年3月11日至4月1日  | 多元文化，世界風情                     |                                                                                        |
| 第十八屆   | 2007年5月5日至6月2日   | 心領神會，其樂無窮；親親藝術，熱愛生活 |                                                                                        |
| 第十九屆   | 2008年5月1日至30日     |                                        | 四川震災，全國哀悼。原定5月20、21日《我的官感奇妙旅程》停演。                          |
| 第二十屆   | 2009年5月2日至30日     |                                        |                                                                                        |
| 第二十一屆 | 2010年5月1日至29日     |                                        |                                                                                        |
| 第二十二屆 | 2011年4月29日至5月28日 | 結伴藝術，品味生活                     |                                                                                        |
| 第二十三屆 | 2012年5月1日至6月2日   |                                        |                                                                                        |
| 第二十四屆 | 2013年5月3日至6月2日   |                                        |                                                                                        |
| 第二十五屆 | 2014年5月2日至6月8日   | 脈動                                   | 今屆藝術節為銀禧紀念                                                                   |
| 第二十六屆 | 2015年5月1日至31日     | 此時·彼語                              |                                                                                        |
| 第二十七屆 | 2016年4月30到5月29日   | 時間                                   |                                                                                        |
| 第二十八屆 | 2017年4月28日至5月31日 | 異托邦                                 |                                                                                        |
| 第二十九屆 | 2018年4月27日至5月31日 | 根源                                   |                                                                                        |
| 第三十屆   | 2019年5月3日至6月2日   | 致敬經典                               |                                                                                        |
| 第三十一屆 | 2021年4月30日至5月29日 | 再出發                                 |                                                                                        |
| 第三十二屆 | 2022年4月29日至6月2日  | 釋放                                   |                                                                                        |
| 第三十三屆 | 2023年4月28日至5月23日 | 藝行致遠                               |                                                                                        |
| 第三十四屆 | 2024年5月3日至6月7日   | 奇·遇                                  | 由於5月31日當日懸掛三號風球，原定晚上8時在益隆炮竹廠舊址舉行之節目《夢迴．益隆》取消。 |
| 第三十五屆 | 2025年4月25日至5月31日 | 成長                                   |                                                                                        |

## 外部連結
- 澳門藝術節官方網站 （页面存档备份，存于）